# Juan Antonio Ríos
Juan Antonio Ríos Morales (Cañete, 10 de noviembre de 1888-Santiago, 27 de junio de 1946) fue un abogado, diplomático y político chileno, miembro del Partido Radical (PR), el cual presidió en tres oportunidades. Se desempeñó como presidente de la República entre el 2 de abril de 1942 y el 27 de junio de 1946, fecha en que falleció.
En 1920, participó activamente en la campaña electoral del liberal Arturo Alessandri Palma. Al año siguiente, el presidente lo designó para desempeñar el cargo diplomático de encargado de negocios y cónsul general en Panamá, función que ejerció hasta 1924, cuando fue elegido diputado por Arauco, Lebu y Cañete tras las elecciones parlamentarias de ese año.
En 1925 formó parte de la comisión consultiva que redactó la nueva Constitución, y reelegido como diputado. Como presidente del Partido Radical, no obstante protestar contra la detención de parlamentarios, apoyó el primer gobierno del General Carlos Ibáñez del Campo (1927-1931), quien lo designó como senador por Arauco, Malleco y Cautín (1930-1932) en el llamado Congreso Termal.
Tras la caída de Ibáñez del Campo el 26 de julio de 1931, Ríos fue expulsado del Partido Radical en diciembre de 1931, acusado de colaborar con la dictadura. Fue expulsado de la colectividad radical por un ínfimo margen de votos.Durante 1932, participó en sucesivos golpes militares actuando como ministro de Estado bajo las presidencias provisionales de Bartolomé Blanche y Carlos Dávila, hasta que a fines de ese año, resultó electo como presidente por segunda vez Arturo Alessandri Palma. En 1933, fue elegido diputado por Arauco y Cañete (1933-1937) y en 1938, luego de ser reincorporado al Partido Radical, perdió en la elección interna como candidato del partido a la presidencia frente a Pedro Aguirre Cerda.
Durante el gobierno de este último, se desempeñó como presidente de la Caja de Crédito Hipotecario, mientras que al mismo tiempo continuó consolidando su liderazgo partidario. Su estrategia rindió frutos en 1941 cuando fue elegido candidato radical para la elección presidencial convocada para el año siguiente, venciendo a la postulación de su correligionario Gabriel González Videla.
Con el lema de campaña «gobernar es producir», fue elegido presidente de la República el 1 de febrero de 1942 con un 55,93% de los votos, con los cuales derrotó a Carlos Ibáñez del Campo y asumió la presidencia el 2 de abril. Durante su primer año de gobierno, debió enfrentar los años más álgidos de la Segunda Guerra Mundial, lo que condujo a la ruptura de las relaciones entre Chile y los países del Eje en 1943, y la declaración de guerra a Japón en 1945.
Por medio de la Corporación de Fomento de la Producción (Corfo), continuó el proceso de industrialización iniciado por el también radical Pedro Aguirre Cerda, su antecesor, destacando durante su mandato la creación de la Compañía de Acero del Pacífico (CAP), la Empresa Nacional de Electricidad (Endesa) y la exitosa prospección de petróleo en Magallanes. En materia social, mantuvo la política de Aguirre Cerda, promovió políticas de protección a la infancia y creó la Ciudad del Niño. En el campo laboral, la circunstancia de la guerra determinó la adopción de una política de contención de las demandas sindicales lo que provocó conflictos al interior del gobierno. En el plano cultural marcó un hito al promulgar la ley 7368 que institucionalizó el Premio Nacional de Literatura, otorgado por primera vez a Augusto D'Halmar.
Intentando establecer un gobierno de unidad nacional, integró sus diversos gabinetes con militantes de partidos de izquierda y derecha. No obstante, debió enfrentarse a una fiera oposición de los partidos políticos, especialmente el Radical. Su fuerte personalismo, que le valió el mote de "Don Mandantonio".
Falleció en el ejercicio de la presidencia de la República el 27 de junio de 1946, consumido por un cáncer al esófago. En su honor existe una popular población en la comuna de Independencia y uno de los lagos más grandes del país, el lago Presidente Ríos, además de numerosas calles y un monumento en la Plaza de Armas de su ciudad natal.

## Biografía

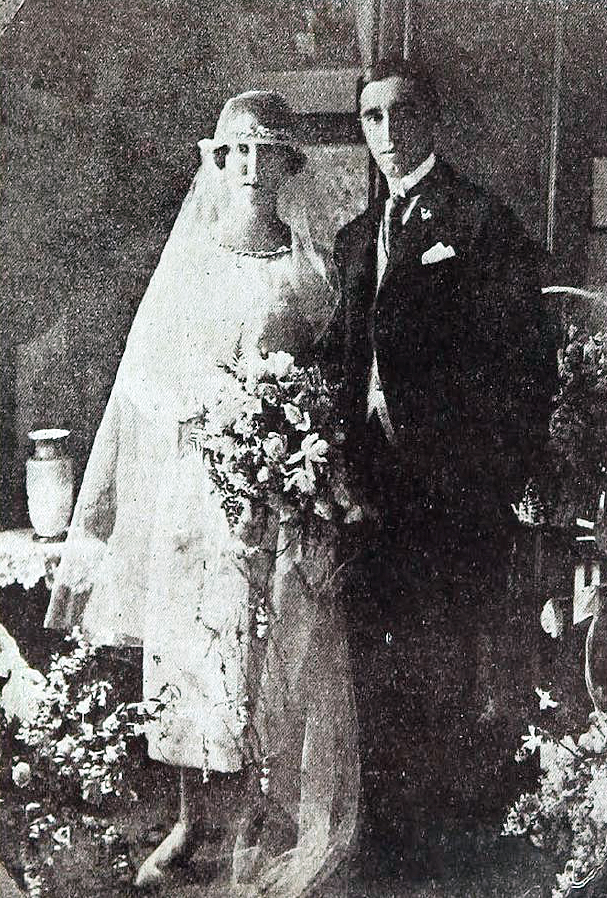
Matrimonio de Juan Antonio Ríos con Marta Ide Pereira.

### Primeros años
Nació en el «Fundo Huichicura» (Cañete, Provincia de Arauco, actual Región del Biobío), hijo de Anselmo Ríos Gallegos, un agricultor de la zona que se casó, en terceras nupcias y a la edad de 69 años, con Lucinda Morales Morales de sólo 19 años. De este matrimonio nacieron cuatro hijos, siendo el menor Juan Antonio.

### Estudios y vida laboral
Con tan solo cinco meses de edad Juan Antonio queda huérfano de padre, debiendo encargarse su madre de su educación. Realizó su instrucción primaria en la escuela pública de Cañete. Algunos oriundos de la ciudad dirían después que desde niño aspiró a la presidencia. A la edad de 9 años le dijo a su hermano Luis, quien se reía de sus ilusiones: “Ríete no más. Yo sé lo que digo: seré Presidente de Chile”.
Posteriormente fue al colegio de Lebu, pero postergó sus estudios dos años, primero por falta de vacantes y luego por tener que trabajar en la hacienda familiar.  Su educación secundaria la realizó en Concepción, en el Liceo Enrique Molina Garmendia.  Sus estudios universitarios los desarrolló en el Curso Fiscal de Leyes de Concepción (actual Escuela de Derecho de la Universidad de Concepción), trabajando al mismo tiempo como oficial 2° de la Intendencia. Se recibió de abogado en 1914, siendo su memoria de prueba “Origen y Desarrollo de la Policía en Chile”. Durante ese año se inició en la logia masónica Paz y Concordia N.º 13 de Concepción.
Trabajó brevemente en la Secretaría del Juzgado de Letras de Lebu, para luego participar en el bufete de abogados de Carlos Roberto Elgueta y más tarde con Enrique Oyarzún, senador radical, que además sería su padrino político. Miembro del radicalismo aun antes de acabar sus estudios secundarios, fue elegido presidente de la Juventud Radical de Concepción y llegó a ser elegido regidor por la zona.
Asimismo, fue fiscal de la Caja de Crédito Minero durante seis años; consejero de la Caja de Habitación Popular; consejero de la Empresa Editora del diario La Hora; consejero de la Corporación de Fomento de la Producción (CORFO); presidente de la Fábrica Nacional de Sacos (FNS); y presidente de la "Compañía de Seguros La Previsión".

### Vida personal
El 21 de octubre de 1921 se casó con Marta Ide Pereira, matrimonio del que nacieron tres hijos: Juan, Carlos y Fernando.
Ríos fue socio de la "Sociedad Protectora de Estudiantes Pobres", "Boy Scouts" y "Colonias Escolares", también presidió el «Club de Septiembre».

## Vida política

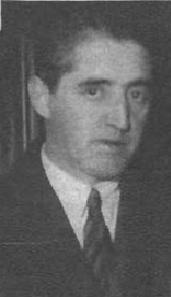
Juan Antonio Ríos al asumir el cargo de ministro del Interior de Chile en 1932.

En 1921 se presentó como candidato a diputado por Lautaro, siendo derrotado por Juan Pradenas Muñoz tras una violenta campaña. En 1921 el presidente Arturo Alessandri lo designó para desempeñar el cargo diplomático de encargado de negocios y cónsul general en Panamá. Permaneció allí hasta el año 1923. Regresó a Chile en 1924 para participar en las elecciones parlamentarias de ese año donde fue elegido diputado por Arauco, Lebu y Cañete (por el período 1924-1927). Integró la Comisión Permanente de Relaciones Exteriores y Culto; y la de Policía Interior. No concluyó su período legislativo ya que el 11 de septiembre de 1924 fue disuelto el Congreso Nacional por decreto de la Junta de Gobierno.
En 1925, ya rigiendo la nueva Constitución, Ríos resultó nuevamente electo diputado por la misma zona (periodo 1926-1930). Fue reemplazante en la Comisión Permanente de Relaciones Exteriores; y en la de Legislación y Justicia.
No obstante el triunfo electoral de la Alianza Liberal, en 1924 su indisciplina y fraccionalismo impidió el cumplimiento del programa de Alessandri. Ríos diría después que por culpa "de los elementos reaccionarios que no trepidaron, a trueque de tomar el poder, en arrastrar al país hasta el abismo, y (…) de la desorganización, indisciplina y falta de cultura política de los elementos que formaban los Partidos de la Alianza Liberal", se iniciaron la seguidilla de golpes de estado en Chile.
El Partido Radical elaboró, en una convención de noviembre de 1924, una declaración en contra de la intervención militar de septiembre de ese mismo año, ya que aunque apoyaban sus intenciones, acusaban que estas no se llevaron a la práctica, exigiendo la instalación de una Asamblea Constituyente. En esa convención Oyarzún fue elegido presidente del radicalismo, por lo que la influencia de Ríos en el partido aumentó.
Ríos jugó un rol menor en el golpe de 1925, que restablecería al presidente Alessandri, entregando a los conjurados una cantidad de dinero que Oyarzún consiguió de Eliodoro Yáñez.
Aunque inicialmente se mostró como opositor a la figura ascendente de Carlos Ibáñez del Campo, ministro de Defensa y luego del Interior del presidente Emiliano Figueroa, Ríos le conoció personalmente en noviembre de 1926, pasando a convertirse en un ibañista. Dijo Ríos sobre su encuentro: 

Estuvimos todos de acuerdo en la necesidad de enrielar el país por el régimen constitucional y legal y de unirnos para trabajar por su prosperidad. La impresión que (...) sacamos de la conferencia con el coronel Ibáñez, fue favorable y, sobre todo, nos convencimos de que estábamos en presencia de un hombre de ideas avanzadas.

Todos estos antecedentes, unidos al convencimiento intimo que tengo de que jamás el país ha tenido un Gobierno netamente democrático y que sea el verdadero representante de la mayoría de la opinión pública, me hicieron creer que el nuevo Ministerio encabezado por el coronel Ibáñez era el reflejo de dicha opinión y que, si procedíamos con inteligencia, podríamos llegar a que lograse interpretarla.

En marzo de 1927 Ríos fue nombrado presidente del Partido Radical, cargo que ocuparía hasta agosto de 1930. En tal cargo recomendó a su partido apoyar la candidatura del general Ibáñez a la presidencia. Cuando Ibáñez decidió, usando un mecanismo incluido en la Constitución de 1925, obtener el acuerdo de los partidos para prescindir de las elecciones parlamentarias, Ríos se esforzó y ejerció influencia para obtener una mayor representación del radicalismo, incluyéndose a él mismo, ocupando un cargo de senador en el llamado Congreso Termal. El régimen le retribuyó su apoyo nombrándolo fiscal de la Caja de Crédito Minero en enero de 1930, posición que mantuvo hasta el segundo gobierno de Alessandri.
Al ser expulsado del Partido Radical (diciembre 1931, por colaborar con Ibáñez)  y aprovechando su puesto en el Senado, Ríos se dedicó a criticar fuertemente a su excompañero de partido Juan Esteban Montero, recién electo presidente, transformándose en uno de los líderes más visibles de la oposición
En 1932 se produjo un golpe militar, encabezado por Marmaduke Grove, Carlos Dávila, Arturo Puga y Eugenio Matte. Montero renuncia en pleno y se proclama una República Socialista. Ríos encabezaría el gabinete de Carlos Dávila como ministro del Interior, el 16 de junio de 1932 cuando este se hizo del poder total en la junta. Durante su ministerio, Ríos tomó medidas represivas contra los opositores al régimen, declarando estado de sitio y ley marcial, promulgando el Decreto Ley N.°50, que consideraba “enemigo de la República a toda persona que propague o fomente, de palabra o por escrito, doctrinas que tiendan a destruir por medio de la violencia, el orden social o la organización política del Estado”. Ríos propuso la proscripción legal del Partido Comunista, y si bien no lo consiguió, persiguió con dureza a los miembros de este partido.
Tras la caída de Dávila, el nuevo presidente interino, Bartolomé Blanche, nombró a Ríos como ministro de Justicia, desempeñando el cargo durante pocas semanas, hasta la renuncia de Blanche el 2 de octubre.

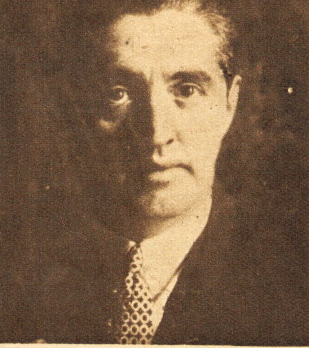
Juan Antonio Ríos en 1938.

Con el triunfo de Arturo Alessandri en las elecciones presidenciales de octubre de 1932 el gobierno chileno volvió a la normalidad institucional. En las elecciones parlamentarias de ese mismo año Ríos participó como candidato independiente a diputado por la decimoctava agrupación departamental  de Arauco y Cañete, siendo elegido para el período 1933-1937.
En ese periodo integró la Comisión Permanente de Gobierno Interior.
Su incorporación a la Cámara de Diputados de Chile fue el inicio de su recuperación política. Más tarde sería reintegrado al Partido Radical. Fue opositor al gobierno de Alessandri y en particular a la figura de su ministro de Hacienda, Gustavo Ross, criticando duramente el Convenio Ross-Calder para el pago de la deuda externa y la pérdida de 27 millones de pesos en oro de seis peñiques de las reservas del Banco Central.  El 28 de febrero de 1936, Ríos fue detenido tras el descubrimiento de un complot ibañista en contra del gobierno y en que se aseguraba formaba parte, aunque posteriormente quedó en libertad.
A fines del gobierno de Arturo Alessandri, el PR formó parte, junto con socialistas democráticos, comunistas y la Confederación de Trabajadores de Chile, de la alianza de centroizquierda llamada Frente Popular. Corriente que lo nombró como su primer presidente, declaró oficialmente la retirada radical del gobierno. En 1937 se batió en duelo con Octavio Señoret, que lo había tratado de “Izquierdista de última hora”, y que terminó con Señoret herido de bala en la pierna, aunque posteriormente se reconciliaron. Fue precandidato del Partido Radical para las elecciones de 1938, siendo derrotado por Pedro Aguirre Cerda. 
Aguirre Cerda, elegido presidente en 1938, le ofreció cargos diplomáticos a Ríos y González Videla, quienes se perfilaban como aspirantes a su sucesión. González Videla aceptó pero Ríos, creyendo que se le quería alejar de la escena nacional, contestó: “dígale al Presidente que agradezco su gesto, pero que estoy en subida, no en bajada”. Se le nombró en cambio Presidente de la Caja de Crédito Hipotecario, lo que le permitió seguir activo en la escena política nacional, adoptando ahora un lenguaje de tipo anticomunista.

## Elección presidencial de 1942

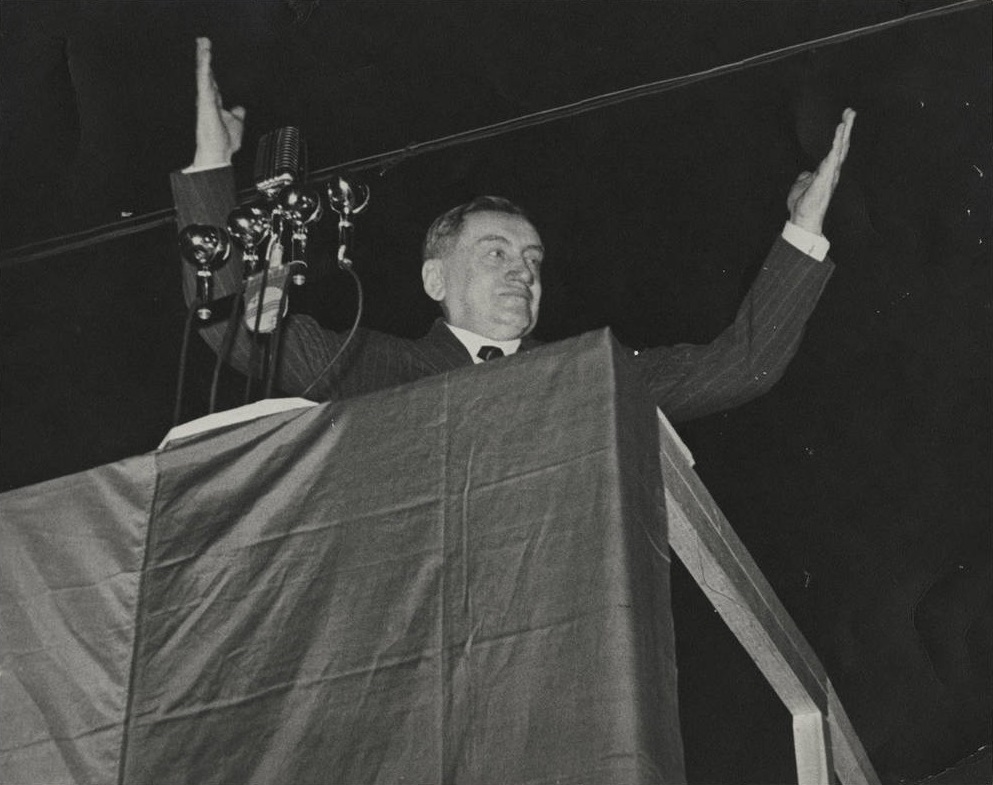
Arturo Alessandri Palma en una concentración en apoyo de Ríos.

Luego de la muerte del Presidente Pedro Aguirre Cerda, el vicepresidente Jerónimo Méndez convoca a elecciones presidenciales. Juan Antonio Ríos se perfiló desde los primeros instantes como posible candidato del radicalismo. Al día siguiente al funeral de Aguirre Cerda, envió una circular a la prensa anunciando su candidatura: 

Deseo y aspiro a la candidatura presidencial, seguro de servir así a los intereses del país, del pueblo, y de mi partido. (…) Mi orientación política no es ni podía ser otra que la del radicalismo chileno, en sus moldes, no caben las amenazas sino que las garantías (…) Tendremos que salir a la arena política a garantizar el respeto más absoluto a todas las ideas y a afirmar que no perseguiremos creencia alguna. (…) estamos viviendo instantes inciertos y graves en medio de un mundo destrozado por la guerra europea y sus repercusiones sobre la América. Mientras en el Viejo Continente anochece sobre la democracia, el Nuevo Mundo se esfuerza por reforzarla y dignificarla.

Sus rivales en la carrera por la candidatura radical fueron Gabriel González Videla y Florencio Durán. González Videla era apoyado por el sector de izquierda del partido. Ríos en cambio tenía el apoyo de los “viejos tercios radicales”, que habían realizado oposición al gobierno de Aguirre Cerda. Para distinguirse de su rival, Ríos adoptó el discurso de ser un candidato de orden y la promesa de hacer un gobierno nacional.
Como González Videla se encontraba a la fecha viajando de regreso al país, Ríos aprovechó para hacer campaña viajando por todo Chile. El 15 de diciembre se realizaron las primarias radicales, y tanto Ríos como González Videla proclamaron su victoria. Se debió recurrir a un tribunal de honor, que estableció el resultado de 14 753 votos para Ríos, 14 222 de González Videla y 1 990 de Durán.
Apenas obtenida esta victoria, el candidato radical trabajó para obtener el apoyo de una amplia alianza de partidos. Los primeros en sumarse a su candidatura fueron algunos partidos pequeños, el Partido Democrático, la Falange Nacional y el Partido Agrario. Estos dos últimos se sumaron bajo el compromiso de un gobierno nacional y de no pactar con el Partido Comunista.

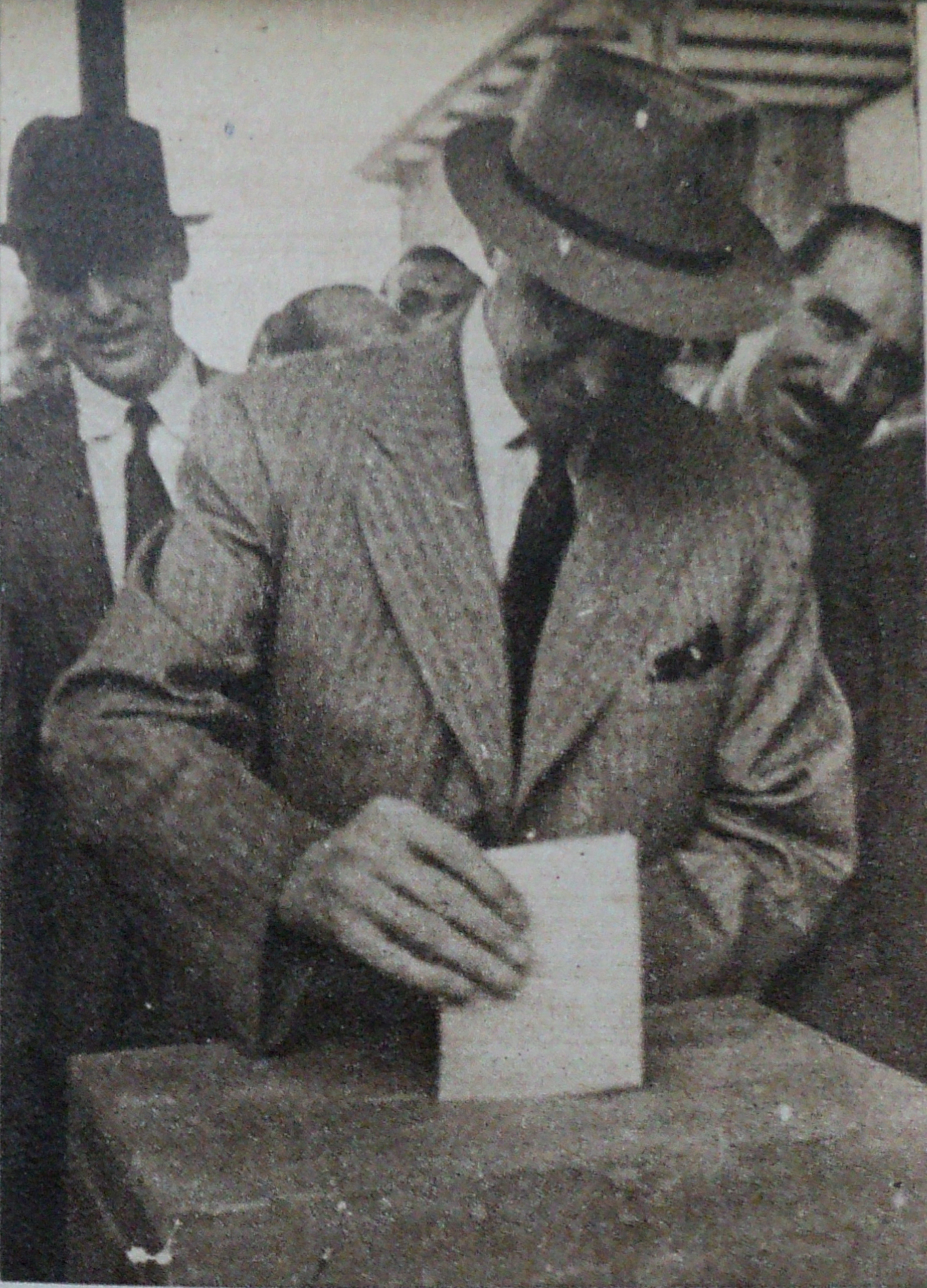
Ríos votando en las elecciones de 1942.

Ríos había cortejado a la derecha, pero la directiva del Partido Liberal decidió apoyar la candidatura de Carlos Ibáñez, la que ya era sustentada por los conservadores y otros grupos menores. Producto de ello la candidatura de Ríos estuvo a punto de hacer crisis, pues los socialistas le negaban su apoyo y levantaron como candidato a Óscar Schnake, mientras que los comunistas intentaban revivir la candidatura de González Videla. Ríos decidió hacer una arriesgada jugada política, enviando una carta a la Asamblea Radical de Santiago en que ponía su candidatura a disposición del partido, diciendo que era más importante unir a las fuerzas democráticas que sus aspiraciones personales. El público de la Asamblea, que estaba realizando campaña por Ríos, rechazó la renuncia y prorrumpió en ovaciones que aclamaban a Ríos, quien apareció como un hombre desapegado al poder y dispuesto a sacrificarse por la unidad.
Poco después logró hacer bajar la candidatura socialista y colocar a este partido en su campaña. Un sector del liberalismo, encabezado por el hasta entonces presidente del partido, Gregorio Amunátegui, Arturo Alessandri, sus hijos Fernando y Eduardo, José Maza, Enrique Madrid, Carlos Acharan y otros, molestos por el apoyo a Ibáñez, quien los había perseguido durante su gobierno, decidieron apoyar la candidatura de Ríos. Finalmente, obtuvo el apoyo del Partido Socialista de Trabajadores y del Partido Comunista, estos últimos apoyándolo a regañadientes (habían acusado antes a Ríos de presentar propuestas oligárquicas y fascistas), pues veían a Ibáñez como una amenaza nazifascista.
Siendo candidato de unidad de una amplia alianza que abarcaba casi todo el espectro político, la campaña de Ríos se esforzó por presentar la elección como una lucha contra el supuesto fascismo que representaría Ibáñez. Juan Antonio Ríos, en contraste, se mostró como representante de las virtudes del orden y la democracia, garante de la paz social y de los derechos tanto del capital como del trabajo.
Ríos volvió a recorrer el norte y sur de Chile, llegando el momento cumbre de su campaña el 25 de enero, con su proclamación en el teatro Caupolicán. Otra gran concentración se realizó el 30 de enero, que tuvo como orador principal al expresidente Arturo Alessandri Palma, quien fustigó duramente a Ibáñez y llamó a votar por Ríos en función de la salvación nacional.
El 1 de febrero se realizaron las elecciones presidenciales. Juan Antonio Ríos triunfó con el 55,74% de los votos contra el 43,87% de Ibáñez. El exmandatario reconoció inmediatamente su derrota y le deseó lo mejor a Ríos, temiendo no obstante que la elección “estimule la acción desquiciadora de los partidos extremistas y que el hombre que ha sido elegido Presidente de Chile, por obra de ellos, se vea en la imposibilidad de desligarse de estos aliados”. Ríos por su parte se dirigió al país, anunciando que era necesario dejar de lado las pasiones propias de la campaña, llamando a la unidad del país, anunciando que sería el presidente de todos los chilenos.

## Gobierno

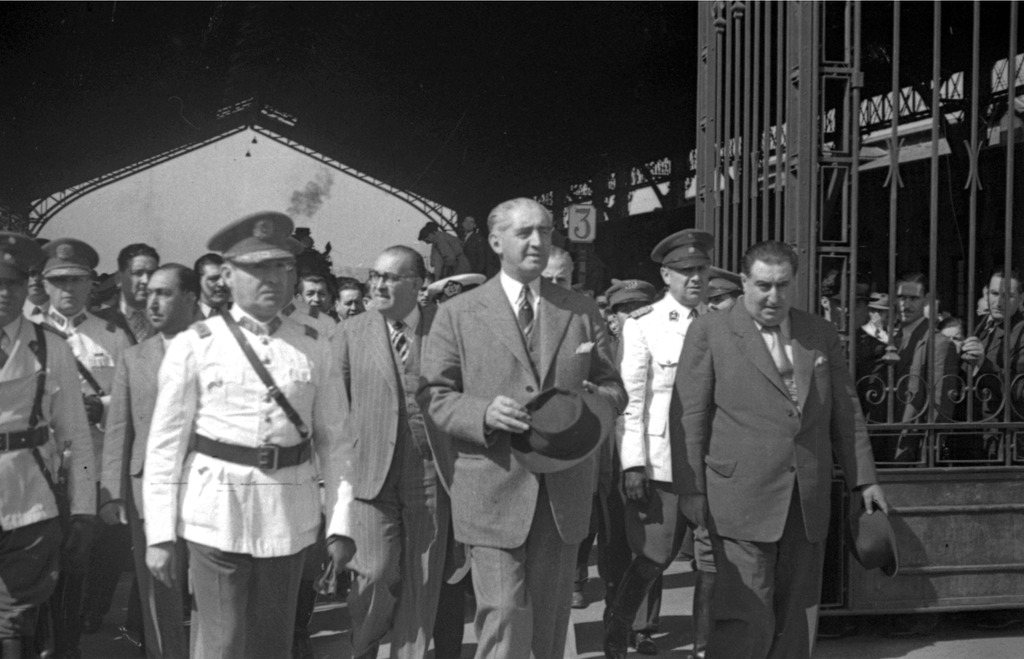
Juan Antonio Ríos durante su presidencia.

Juan Antonio Ríos asumió la Presidencia de Chile el 2 de abril de 1942, en lo que sería segundo Gobierno Radical consecutivo. Gobernó el país con el modelo de un gobierno personalista y de consenso centralista, presidió el país de manera efectiva entre el 2 de abril de 1942 hasta el 17 de enero de 1946, sin embargo siguió con el cargo de Presidente hasta su muerte el 27 de junio de ese año. Su gobierno debió afrontar las graves consecuencias de la Segunda Guerra Mundial que mantiene a los principales aliados comerciales del país en guerra, y las consecuencias internas que esto trae. Impulsó el modelo económico desarrollista, aunque esta vez con graves problemas con su partido de origen.
Durante su presidencia, Juan Antonio Ríos fijó su residencia oficial en el Palacio Campino Irarrázaval, ubicado en la Avenida Libertador General Bernardo O'Higgins 1452.

### Política interna

#### Primeros años

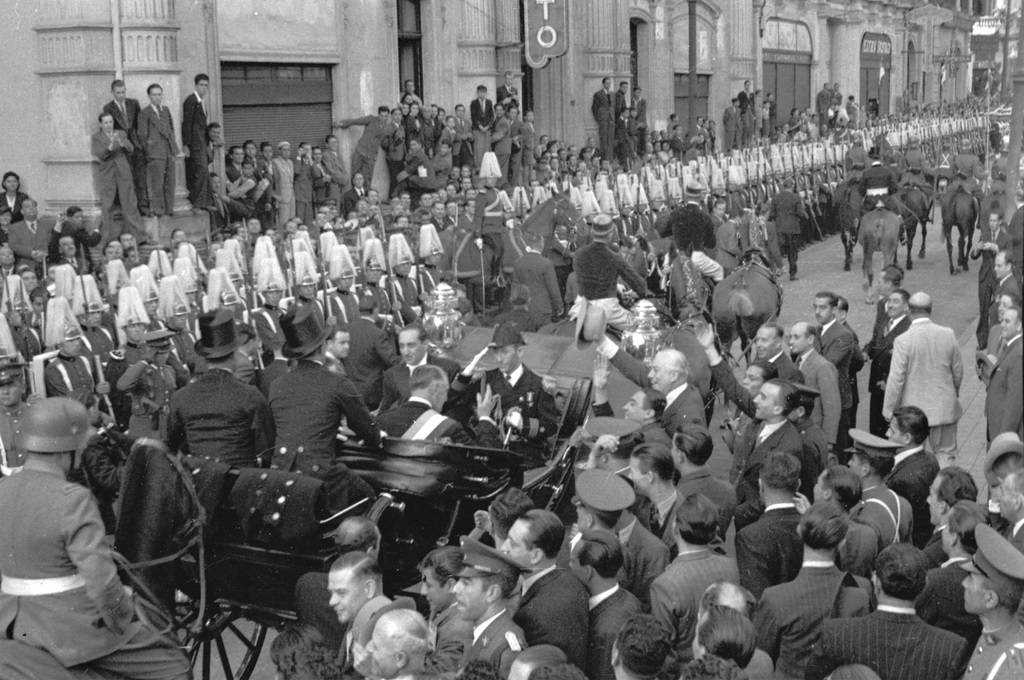
Gente en la calle Catedral saludando al presidente Juan Antonio Ríos, después de salir del Congreso Nacional tras recibir el Mando.

Elegido por una coalición, en la que era consciente, superaba con creces al fenecido Frente Popular, proclamó que sería Presidente de todos los chilenos y que realizaría un gobierno de carácter nacional. Nombró para su primer gabinete a personeros de los partidos Radical, Socialista, Democrático y Liberal. Falangistas, agrarios y comunistas, que cooperaron con su triunfo, no recibieron ministerios pero obtuvieron diversos cargos de confianza presidencial.
El primer proyecto de su gobierno fue una ley de emergencia que le permitía al gobierno regular los gastos públicos de la nación y reorganizar administrativamente los cargos públicos, aduciendo que la economía había empeorado debido a la guerra, que afectaba al comercio con las naciones europeas, de los que Chile era extremadamente dependiente en su comercio externo. El proyecto fue aprobado pero modificado por los partidos de izquierda, lo que le llevó a aplicar el veto presidencial, tras lo cual fue ratificado pero con condiciones menos amplias de las que había exigido el mandatario.
También por los problemas de abastecimiento, se creó el Ministerio de Economía y se reguló la ocupación y distribución de bencina. Se reanudaron los rastreos de petróleo en Magallanes y se planteó la creación de la ENAP, concretada cuando Ríos ya llevaba muerto cuatro años.
La política del canciller Ernesto Barros Jarpa de sostener la neutralidad de Chile creó muchas resistencias en los partidos de izquierda, que solicitaron su remoción. La caída del ministro en octubre de 1942 llevó al presidente Ríos a realizar su primer cambio de gabinete, siendo reemplazados los liberales por ministros técnicos.
El panorama político chileno empezó a complicarse debido a disputas políticas internas en los partidos oficialistas. El principal de estos se produjo en el Partido Socialista, en que se dividió en dos facciones, una dirigida por Salvador Allende y la otra por Marmaduke Grove, lo que motivó la salida de ministros socialistas. Fueron reemplazados por dos ministros radicales, un técnico y un liberal, los que asumieron el 4 de febrero de 1943.

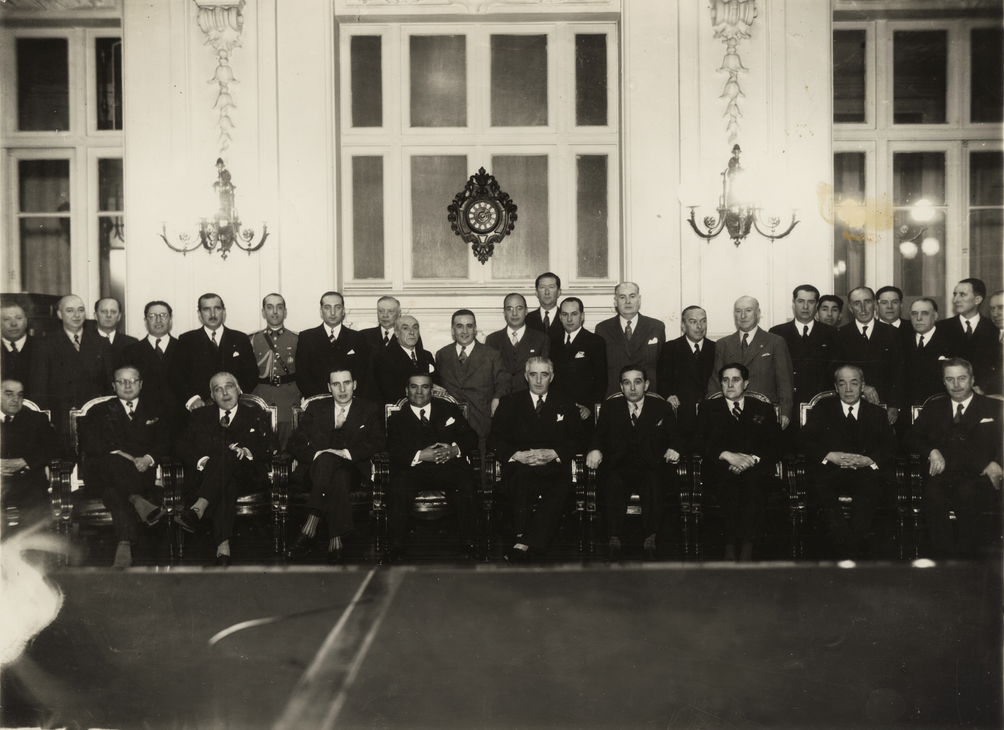
Fotografía del presidente Ríos junto a los miembros del Senado.

Molesto por el comportamiento de los partidos políticos, el presidente criticó su actitud durante el mensaje presidencial de 1943:

"Anhelo y espero la colaboración de todos los Partidos Políticos, y estoy llano a aceptarla como cooperación oficial dentro del Gabinete, siempre que se ajusten a la línea de avanzada prudente y constructiva que ha sido la orientación de toda mi actividad política. La existencia y acción de los partidos -dije en mi anterior mensaje, y lo sostengo hoy - sirven al  ejercicio y perfeccionamiento del sistema republicano. Gracias a ellos, se estructuran los movimientos de opinión que prestan aliciente y respaldo a las iniciativas del Estado. Pero esta realidad no puede confundirse con el espíritu de bando, que rompe la unidad del país y perturba el sano ejercicio de la autoridad. No es esta última un poder coercitivo, sino un deber de regulación y de justicia, y por lo tanto, ha de ejercerse y situarse por encima de todas las aspiraciones inmediatas de los diferentes grupos."
 Mensaje Presidencial de 21 de mayo de 1943

Al renunciar el liberal Rodolfo Jaramillo al ministerio de Economía y Comercio, el presidente decidió reemplazarlo con Arturo Riveros Alcaide, presidente del radicalismo.  Al elegirse el reemplazante de Riveros como presidente de la colectividad, el gobierno intervino para obtener el triunfo de Eliecer Mejías Concha, que seguía una línea oficialista. No obstante, la intervención provocó la reacción de un grupo denominado “jóvenes turcos”, que atacaron con fiereza al ministro del Interior, Raúl Morales Beltramí. Morales era un hombre joven con una carrera ascendente, que lo figuraba como posible candidato para 1948, lo que provocaba celos dentro del partido. Atacado tanto por la derecha como por sus propios correligionarios, Morales renunció creando una nueva crisis ministerial.
Ante la caótica situación partidaria, el presidente decidió prescindir de todos los partidos en su nuevo gabinete. Este incluiría a dos figuras militares, el vicealmirante director general de la Armada Julio Allard Pinto en Interior y el general comandante en jefe del Ejército Óscar Escudero Otárola en Defensa. Al anunciar su gabinete Ríos fustigó con dureza a los partidos, diciendo que si estos no le prestaban su cooperación, él la buscaría donde pudiera encontrarla.
La inclusión de militares en el gabinete y ciertas actitudes del Ministro del Interior, que había anunciado que sería estricto y severo en reprimir con energía el “ejercicio abusivo de las libertades”, causaron polémica. Inclusive se difundieron algunos rumores de que se instalaría una dictadura. No obstante Ríos no pretendía gobernar sin partidos, por lo que el gabinete fue conocido como de “administración”. Encargó a Guillermo Labarca y Ángel Faivovich realizar las negociaciones con los partidos, las que se retrasaron pues los radicales deseaban los puestos de Hacienda y Economía, hasta aceptaron que en Economía hubiese un radical y en Hacienda un liberal.
El 1 de septiembre de 1943 el presidente pudo reestructurar su gabinete, integrado por radicales, liberales y técnicos, encabezado por Osvaldo Hiriart. La acción de este nuevo gabinete fue constantemente entorpecida por los cuestionamientos radicales a los ministros liberales, que en esta ocasión integraban el gobierno con el permiso expreso de su colectividad. El ministerio era calificado por la prensa como "amorfo", por las diversas posiciones ideológicas de sus componentes.

#### Conflicto con el Partido Radical
En abril de 1944 se realizaron elecciones municipales. La izquierda estaba asociada desde octubre de 1942 en la Alianza Democrática, compuesta por radicales, socialistas, comunistas y democráticos. La derecha estaba compuesta por liberales y conservadores, además de existir otros pequeños grupos de oposición. El resultado de las elecciones benefició a la Alianza Democrática, que obtuvo el 50,46% de los votos. Dentro del pacto los más fortalecidos fueron los radicales, junto con los comunistas que tuvieron un importante aumento de votos. En contraste, el Partido Socialista, producto de su división, sufrió un notorio desgaste. Dentro de la oposición, los conservadores aumentaron su cuota de regidores, mientras que el gran perdedor fue el Partido Liberal. La consecuencia más importante de esta elección fue que el fortalecimiento electoral del radicalismo contribuyó a endurecer las posiciones de este partido frente al ejecutivo en las disputas que sostuvo con el presidente.
Un importante acontecimiento político ocurrió a principios de 1944, con la realización de la decimosexta Convención Nacional del Partido Radical.  Se creó un Consejo Ejecutivo Nacional (CEN), en reemplazo de la Junta Central como máximo órgano del partido, que sería elegido por la Convención en lista completa, sin minorías opositoras. Pronto los sectores opositores al Presidente dirigieron el CEN, lo que aumentó las diferencias entre el presidente y su partido. En el ámbito político, la convención adoptó la decisión de apoyar la fórmula de la Alianza Democrática, exigiéndole al Presidente la formación de un gabinete integrado solo por la izquierda, rompiendo con los ministros liberales.
El Presidente rechazó las proposiciones argumentando que era una vulneración a sus prerrogativas constitucionales. El conflicto se agravó luego de que el presidente le dirigiese una carta al presidente del radicalismo, Alfredo Rosende Verdugo, en que aseguraba que no se sentía obligado a cumplir el programa de la Convención, ni con los dictados del CEN ni de ningún otra cúpula partidista. En septiembre la cúpula del radicalismo tomó la decisión de colocarse en franca oposición al Gobierno, ordenando a sus militantes renunciar a sus cargos en la administración, si bien pocos siguieron la orden. Para evitar seguir agudizando el conflicto con el radicalismo, Ríos nombró un nuevo ministerio de administración en octubre de 1944, sin liberales.  Poco después, y para restaurar su salud afectada por una úlcera duodenal, el presidente se alejó temporalmente del mando y dejó el gobierno en manos de su ministro del Interior, Alfonso Quintana Burgos.
En marzo de 1945 se realizaron elecciones parlamentarias que renovaron la mitad del Senado y la totalidad de la Cámara de Diputados. Estas elecciones significaron una fuerte derrota para la Alianza Democrática, que obtuvo el 42,20% de los votos en la elección de diputados, comparado con el 45,60% que obtuvo la derecha, que recuperó el terreno perdido en las pasadas elecciones. No obstante, a nivel político el resultado no quedó demasiado claro, pues en ambos grupos existían partidarios del gobierno de Ríos.

#### Fin de su mandato

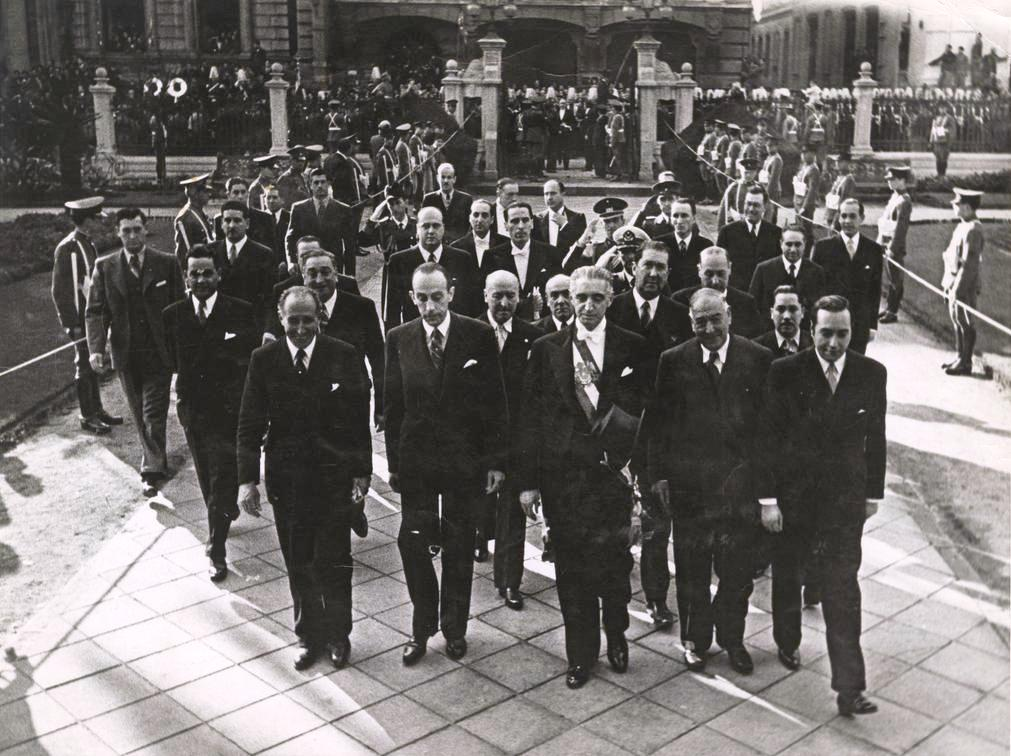
Juan Antonio Ríos ingresando al Congreso Nacional el 21 de mayo de 1945.

Tras las elecciones el presidente pronunció un discurso en Peñuelas, delimitando un plan de gobierno para lo que esperaba sería la segunda mitad de su mandato. Su ideal político apuntaba a la consolidación de una alianza radical-liberal, que contase en el Parlamento con el apoyo de comunistas, democráticos, agrarios y falangistas. El Presidente estuvo cerca de incluir plenamente a los liberales, inclusive con el beneplácito de los conservadores, pero el radicalismo buscó romper estas negociaciones, anunciando abruptamente que los acuerdos de la Convención de Concepción estaban finiquitados y aceptaban integrarse al gabinete a condición de ser el partido mayoritario y cumplir el plan de Peñuelas.
El 22 de mayo de 1945 juró el séptimo gabinete de Juan Antonio Ríos, que sería el último, dirigido por Luis Álamos Barros, quien venía a reemplazar la extremadamente corta y polémica acción de Hernán Figueroa Anguita en el ministerio del interior. Fue denominado de izquierda moderada, pues incluía a los partidos Radical, Democrático, Socialista Auténtico y a la Falange Nacional, siendo este el primer ministerio que adquirían en su historia como partido independiente, con Eduardo Frei Montalva en la cartera de Obras Públicas. Aunque Ríos intentó incluir a algunos liberales que lo habían apoyado en 1942, Arturo Alessandri se interpuso y frustró sus esfuerzos. El Partido Socialista rehusó participar, argumentando que no podía estar en el mismo nivel que el Partido Socialista Auténtico.
No obstante el aparente triunfo político de la Alianza Democrática, la coalición pronto comenzó a hacer crisis, ya que los socialistas amenazaron con renunciar y los comunistas iniciaron un proceso de crítica al “browderismo” y a la tesis de la unidad nacional. Ello reduciría la alianza a radicales, democráticos y socialistas auténticos, si estos últimos se llegaban a integrar. Ante ello el Partido Radical buscó un acercamiento con los liberales, pero estos desarrollaron aspiraciones presidenciales y no tenían deseos de volver al gobierno.
En septiembre de 1945 el presidente Ríos realizó un viaje, muchas veces postergado, a los Estados Unidos. La derecha y los radicales opositores rechazaban a  Luis Álamos como vicepresidente, por lo que Ríos debió designar al senador radical Alfredo Duhalde Vásquez para la vicepresidencia. Duhalde podía soslayar la prohibición constitucional de que un parlamentario se desempeñase como ministro, ya que el estado de guerra con Japón había suspendido aquella norma.
A su regreso del viaje, el presidente se encontró con que la derecha había iniciado una acusación constitucional, de cariz político, contra el contralor general de la república, Agustín Vigorena, por notable abandono de deberes. Esta situación enfureció de sobremanera al presidente, que estuvo tentado de realizar un cambio ministerial que incluyese al Partido Comunista, con el fin de combatir a la derecha.
En enero de 1946, el presidente Ríos debió alejarse del mando supremo para atender su debilitada salud. Nuevamente lo subrogó en la vicepresidencia Alfredo Duhalde, sin embargo, en esta ocasión el presidente no tendría oportunidad de reasumir sus funciones, tras un largo padecimiento, falleció el 27 de junio de 1946.

### Economía

#### La CORFO y la Contraloría

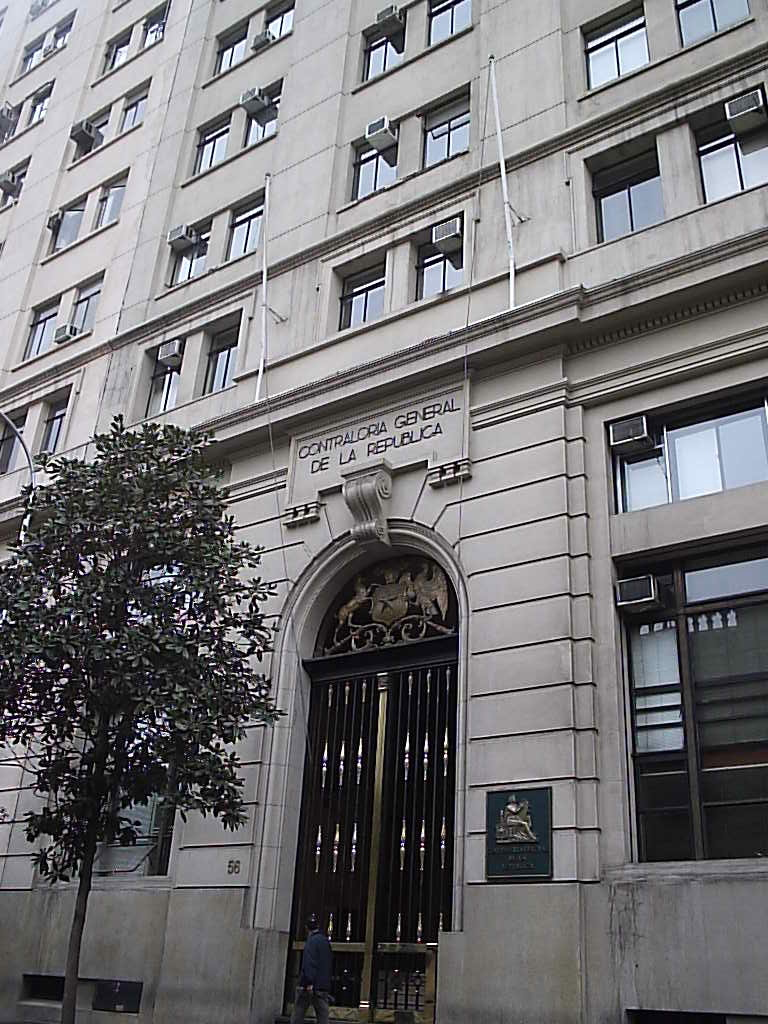
Edificio de la Contraloría General de la República de Chile, cuya institucionalidad se fortaleció en el gobierno de Juan Antonio Ríos.

Ríos crea el mismo año de su envestidura el Ministerio de Economía de Chile, que su predecesor no alcanzó a ratificar, además recibió atribuciones especiales bajo la Ley 7.200 de Emergencia, para reorganizar los cargos públicos y mejorar el gasto público, que estaba siendo demasiado costoso.
En 1943 se crea Endesa, que fue la primera gran empresa de la CORFO.
Bajo su gobierno se produce la primera reforma a la Constitución de 1925, aprobada por Ley 7.727 de 23 de noviembre de 1943, cuyo énfasis fue limitar la intervención del Parlamento en la creación de servicios y empleos públicos, basándose en una propuesta del entonces senador José Maza. Además, le da autonomía a la Contraloría General de la República.
Se inició una prospección de petróleo que finalmente da frutos en diciembre de 1945, donde Ríos materializa este plan, sin embargo su temprano fallecimiento y la tardía organización del manejo de este, retrasó la creación de la ENAP hasta 1950.
En 1946, Ríos crea la Compañía de Acero del Pacífico (CAP), destinada a acabar con la dependencia de acero de las potencias, que se encontraban recuperándose de la Segunda Guerra Mundial.
Sin embargo el presidente Ríos no alcanzó a ver finalizada su obra magna, sólo alcanzó a ver la organización del Comité de Acero en 1944 y el Crédito que dio paso a la creación de la CAP meses antes de fallecer.
Con la ayuda del Fomento a la Producción, Ríos enfatizó la agricultura, trayendo nuevos sistemas de regadío y mecanización de la agricultura, más fomento y subvenciones a los campesinos, este programa daría frutos para la parte alimentaria.
Bajo el alero de la CORFO, Ríos creó las siguientes empresas para impulsar el desarrollo:
- Chilefilms: 1942.
- Empresa Nacional de Electricidad: 1943.
- Empresa de Manufacturas de Cobre Madeco: 1944.
- Prospección de Petróleo que permitió la posterior creación de Enap: 1945.
- Compañía de Acero del Pacífico: 1946.

#### Lucha contra la inflación
Una de las principales preocupaciones económicas del periodo de Ríos fue la creciente inflación, proceso heredado de la administración anterior. El mandatario consideraba el problema del alza del costo de la vida en parte culpa de la inflación monetaria, pero también consideró que muchos comerciantes habían realizado especulaciones indebidas producto de la situación mundial, por lo que la coerción de la ley era el único camino posible.
Su primer intento de combatirla fue con la Ley de Emergencia, que pondría freno a las especulaciones hechas durante la guerra y mejoraría el control y distribución de mercaderías mediante una mayor coordinación estatal. No obstante, los cambios en la tramitación de la ley limitaron su alcance, sirviendo en lo esencial solo para una reforma de la administración.
En 1943 el ministro Guillermo del Pedregal presentó un nuevo proyecto, la Ley Económica, que otorgaría facultades al Ejecutivo para establecer precios, racionar importaciones, limitar utilidades y fijar salarios. Los sectores políticos se pronunciaron en general en contra de esta ley, al estimar que le otorgaba un poder excesivo al mandatario. La llegada de Arturo Matte al Ministerio de Hacienda cambió el énfasis hacia una mayor austeridad económica, estabilizando las finanzas y deteniendo las alzas presupuestarias. Aprobó una reforma constitucional que limitó la iniciativa parlamentaria en materia de gastos fiscales y sacó adelante la Ley Económica, eliminando sus elementos más polémicos, como la capacidad de fijar sueldos o el racionamiento de importaciones, limitándolo a productos de primera necesidad. La ley también creó el Consejo de Subsistencias y Precios como organismo asesor del Ministerio de Economía, con el fin de que el Comisariato de Subsistencias y Precios actuase bajo una perspectiva técnica y representativa en el control de precios.
En 1945 el presidente intentó nuevamente establecer una política intervencionista. Dijo que el fracaso de sus esfuerzos anteriores se debió a que intentó controlar a unos pocos artículos, cuando los precios se influyen entre sí, y el alza en los artículos innecesarios predisponía al consumidor a no resistir el alza de los artículos necesarios. Anunció el control conjunto, bajo la supervisión de una misión extranjera,  de sueldos, salarios y precios. Correspondió al ministro Pablo Ramírez el intento de aplicar este plan de estabilización, pero las enemistades que formó tanto con la izquierda como con la derecha, que le recriminaba su acción durante el gobierno de Ibáñez, impidió la aprobación de la ley.
Durante el mandato de Ríos la inflación siguió la siguiente evolución: 1942: 25,52%; 1943: 7,83%; 1944: 15%; 1945: 7,71%.

### Relaciones exteriores

#### Chile y la Segunda Guerra Mundial

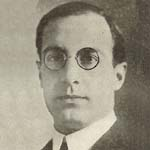
El ministro Ernesto Barros Jarpa defendió la neutralidad chilena en la Segunda Guerra Mundial frente a las presiones externas e internas para romper relaciones con el Eje

Pedro Aguirre Cerda había declarado abiertamente la neutralidad de Chile en la Segunda Guerra Mundial, sin embargo tras la entrada de Estados Unidos en el conflicto, en 1941, las cosas se ponen tensas en el país, dependiente económicamente de dicha potencia.
Después del ataque a Pearl Harbor, el ministro de Relaciones Exteriores, Juan Bautista Rossetti, pidió una convocatoria urgente a una reunión de los ministros de asuntos exteriores de los países americanos. Esta sería la Conferencia de Río, en donde se tomó la decisión de reafirmar los principios de solidaridad continental y se recomendaba la ruptura de relaciones diplomáticas con Japón, Alemania e Italia.
Chile había tomado la decisión de seguir neutral, aunque dio el estatuto de “no beligerante” a Estados Unidos en cumplimiento de sus deberes de solidaridad continental. Cuando Juan Antonio Ríos asumió la presidencia, decidió, junto a su ministro de relaciones exteriores Ernesto Barros Jarpa, el mantenimiento de la neutralidad.
Las razones para mantener la neutralidad de Chile eran múltiples: ninguno de los países del Eje había dado motivo u ofensa alguna para motivar la ruptura; la amenaza de un posible ataque japonés, que había advertido que Chile buscaría problemas si rompía relaciones; el temor a ser víctima de una guerra submarina indiscriminada con los subsecuentes resultados económicos; y la importancia social y cultural de la colonia alemana en Chile, ya que incluso la esposa de Ríos descendía de colonos alemanes. 
Ante esta situación, Estados Unidos inició una serie de presiones sobre el gobierno chileno para hacer variar su rumbo. Se le atacaba diplomáticamente, advirtiendo que la neutralidad permitía la acción de espías nazis en su territorio. El gobierno chileno, por su parte, intentó condicionar el abandono de la neutralidad a la obtención de una mayor asistencia militar por parte de Estados Unidos.
Un evento en particular amargo las relaciones entre ambos países. El presidente Franklin D. Roosevelt había despachado una invitación a su homólogo chileno para que visitase Estados Unidos, con la esperanza de que Ríos rompiese relaciones antes de su partida. En estas circunstancias, el Secretario de Estado subrogante, Sumner Welles, realizó el 8 de octubre de 1942 un polémico discurso, en que advertía que Chile y Argentina permitían "que sus territorios sean utilizados por funcionarios y agentes subversivos del Eje, como bases para actividades hostiles en contra de sus vecinos […] no puedo creer que las dos repúblicas todavía permitirán por mucho tiempo que sus vecinos americanos […] sean apuñalados por la espalda por emisarios del Eje que operan en sus territorios". Estas declaraciones causaron gran escándalo en Chile, el presidente debió suspender su visita a Estados Unidos y recibió el apoyo unánime de la opinión pública nacional en su posición internacional, en la cual se dieron diversas manifestaciones de apoyo, especialmente desde la izquierda de la coalición.
La información de Welles no era del todo exagerada, durante el año 1942 se empezaron a desbaratar varias redes de espionaje alemán que operaban en Chile. También dentro de Chile la opinión a favor de la ruptura de relaciones se hacía más intensa, a pesar del rechazo hacia las palabras de Welles. La Alianza Democrática exigió a Ríos la ruptura con el Eje y la apertura de relaciones con la Unión Soviética.
En tales circunstancias, Ríos debió prescindir de Barros Jarpa y reemplazarlo por Joaquín Fernández Fernández, antiguo compañero de gabinete en la polémica administración de Dávila. En diciembre fue enviado a los Estados Unidos el ministro del Interior Raúl Morales, quien se entrevistó con Roosevelt para explicar la posición del país y obtener garantías antes de la ruptura. Cuando las obtuvo, al Presidente Ríos le pareció suficiente y decidió, tras consultarlo con el Senado, decretar el 20 de enero de 1943 la ruptura de relaciones diplomáticas con los países del Eje.
A fines de 1943, alertado por el espionaje británico, el Gobierno arrestó a un grupo nacionalista que pretendía derrocar al gobierno y reinstaurar las relaciones con los países del Eje. Estados Unidos envió el crucero Trenton a las costas de Valparaíso para intimidar a quienes intentasen derrocar al gobierno chileno.
El 14 de febrero de 1945 el gobierno de Ríos declaró estado de beligerancia con el Japón, con el fin de ingresar a la Organización de las Naciones Unidas, que pedía como requisito de ingreso el haber declarado la guerra a alguna de las potencias del Eje. Como internacionalmente se consideró que esta declaración no bastaba para llenar los requisitos requeridos, Chile dio el paso de declararle formalmente la guerra al Japón, el 13 de abril de ese mismo año. Poco tiempo después la guerra es ganada por los aliados, logrando Chile mantenerse a salvo de dichos acontecimientos y sus graves consecuencias mundiales.

#### Relaciones continentales
En el año 1944 se establecen relaciones diplomáticas con la URSS. Un año más tarde Chile es invitado a la Organización de Naciones Unidas, para dicha situación se designa como enviado a la firma de la organización al exministro del interior Alfonso Quintana.

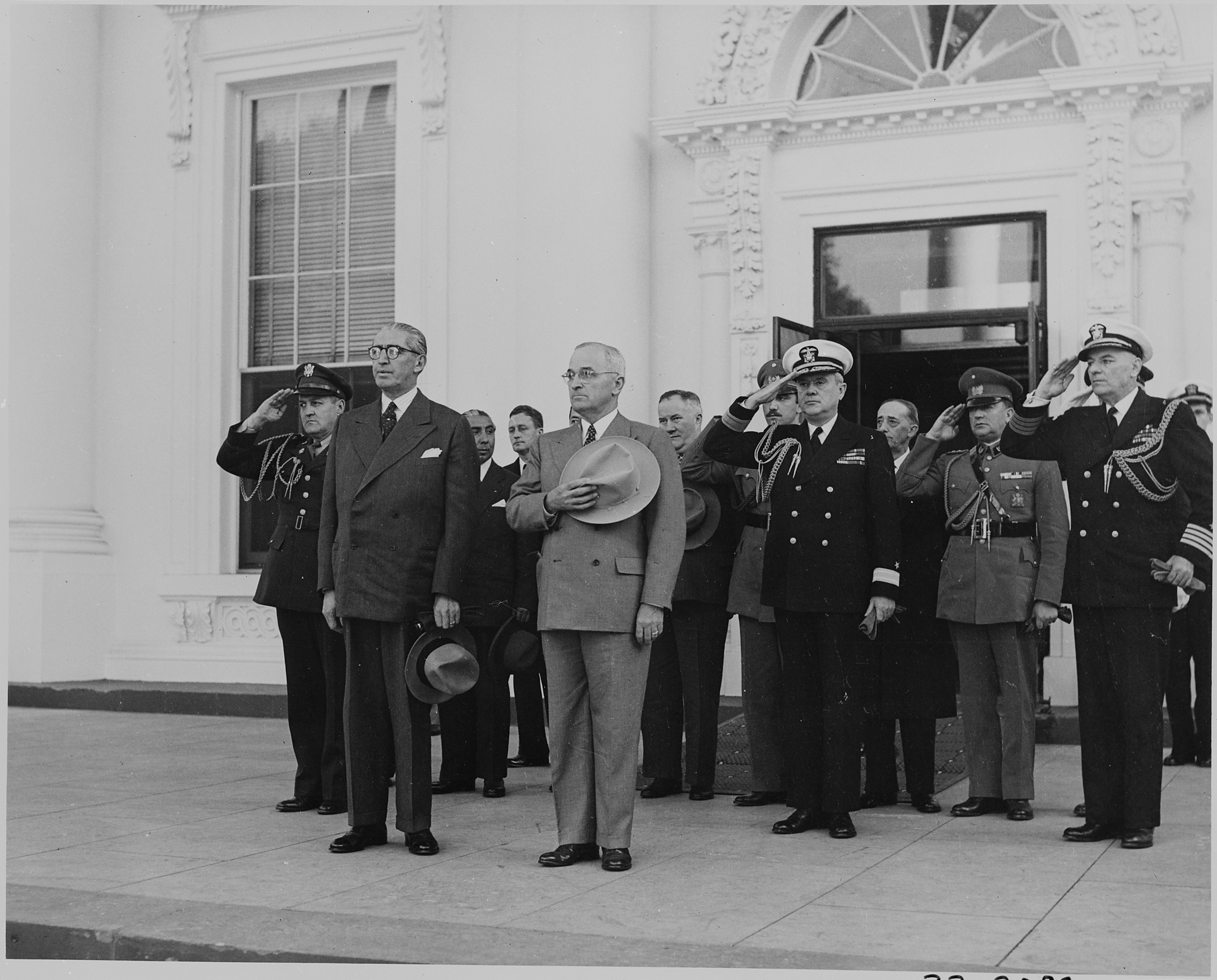
El Presidente Ríos en su visita oficial a Estados Unidos. En la foto junto al Presidente Harry Truman.

Se mantuvieron complejas relaciones con Argentina y Bolivia por los golpes de estado ocurridas en aquellas naciones y la campaña estadounidense para aislarlas del sistema interamericano, política a la que Chile se resistió. No obstante ello, el Gobierno chileno debió enfrentar la participación de personeros del gobierno argentino de 1943, del cual formaba parte Juan Domingo Perón, en conspiraciones golpistas en Chile, y a un empeoramiento de las relaciones con Bolivia, que exigía una solución a sus demandas marítimas.   

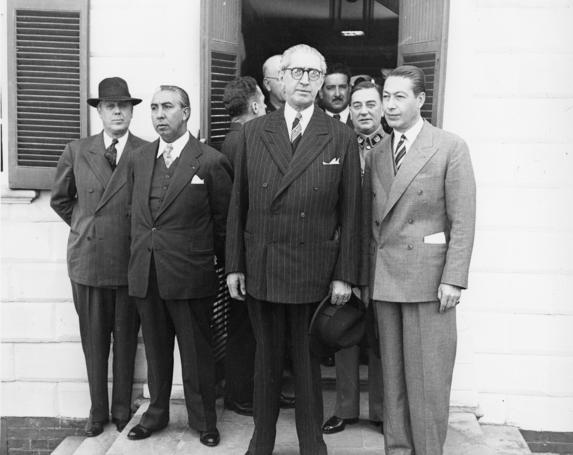
Juan Antonio Ríos durante su visita al Presidente de los Estados Unidos Harry Truman, en 1945.

En 1945 Chile participó en la Conferencia de Chapultepec, que tenía como fin la reorganización del sistema interamericano frente al nuevo escenario mundial, y en la Conferencia de San Francisco, siendo Chile miembro fundador de la Organización de las Naciones Unidas.
En 1945 Ríos decide aceptar la invitación de Roosevelt, quien había fallecido y viaja a Estados Unidos invitado por el presidente Harry Truman. En dicho viaje, realizado entre el 28 de septiembre y el 26 de noviembre, Ríos visitó Perú, Ecuador, Colombia, Estados Unidos, Canadá, México, Guatemala, El Salvador, Honduras, Nicaragua, Costa Rica, Panamá, Cuba, Haití y República Dominicana. La gira tuvo un motivo de acercamiento y pacificación, siendo una de las primeras grandes giras presidenciales chilenas, sin embargo, en la gira, la salud de Ríos se quebranta y su enfermedad pasa a grado terminal.
Por este hecho, se empieza a correr el rumor que Ríos visita el norte continental para curar su salud, algo que es desmentido rápidamente por el subsecretario del interior Eliécer Mejías, el retorno no es muy alentador para el presidente quien retorna en noviembre, fechas cercanas a su cumpleaños número cincuenta y siete.

### Obras sociales
El gobierno de Ríos siguió con la línea social de los gobiernos radicales, entre sus obras más queridas y recordadas en esta materia está la Ciudad del Niño Presidente Juan Antonio Ríos, obra dedicada a los niños desposeídos. Con el patrocinio de su esposa Marta Ide Pereira y los proyectos de su ministro Oscar Gajardo, se logró concretar el 23 de diciembre de 1943. La Ciudad del Niño perduró muchos años, encontrándose en funcionamiento hasta principios de los 2000.
También durante su periodo se realizó un censo económico y se fomentó la educación rural.
Otras obras sociales son Sociedad Constructora de Establecimientos Hospitalarios y la Dirección General de Protección a la Infancia y Adolescencia, además bajo una gran reorganización de la actual Corvi logró entregar más de 4.000 casas, todo un logro para la época, sin embargo la preocupación por los campamentos seguía. Además tras una reforma a la Sección de Accidentes del Trabajo de la Caja Nacional de Ahorros, sección que empezó a funcionar en la presidencia de Montero se creó la Caja de Accidentes del Trabajo en 1942.

### Legislación

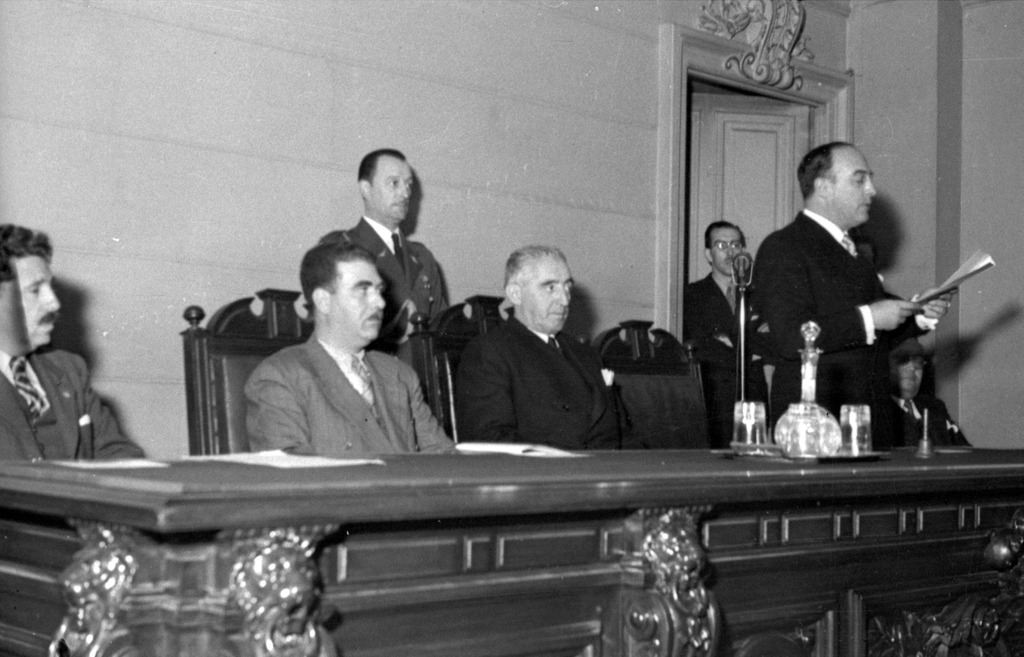
Reforma constitucional de 1943.

Ríos de profesión abogado, produce bajo su gobierno algunos cambios en las leyes del país, estudiando modificaciones para modernizar la justicia, en este ámbito se promulgan los nuevos textos de los Códigos de Procedimiento Civil y Penal, y se dicta el Código Orgánico de Tribunales, que reemplaza  la Ley de Organización y Atribuciones de los Tribunales de 1875, esta codificación modernizaría sustancialmente la justicia de la época, manteniéndose vigente hasta la actualidad.
Su ministro de justicia Oscar Gajardo también inició nuevas leyes sobre justicia social, entre estas las que permitieron la creación de las obras sociales y la que mejoró las condiciones de las cárceles y las de los internados, destacando su gestión en la creación de la Ciudad del Niño.
Una de sus leyes más trascendentes en el tiempo fue la que creó el Premio Nacional de Literatura el primer año de su gobierno, también las reformas y peticiones que envió al congreso para acrecentar su autoridad, las que permitieron la creación de la Dirección General de Informaciones y las reformas constitucionales ya nombradas.
Además se llevó a cabo la reforma que dio las facultades actuales al Servicio de Registro Civil e Identificación de Chile, creándose el actual, finalizando así este antiguo proyecto de las llamadas leyes laicas.

### Obras públicas
El gobierno de Ríos fue amplio en esta materia, dio un énfasis especial en Obras Públicas, entre estas está la creación de emblemáticos puentes, entre estos el Puente Huaquén que fue muy difícil de demoler en el 2009 y se debió dinamitar dos veces. 
El Puente Pedro de Valdivia fue inaugurado por él y lo visitó durante su construcción, además mandó a pavimentar notoriamente las calles y bajo el alero de la Endesa creó las centrales Pilmaiquén y Abanico, la primera en Río Bueno y la otra en Antuco, otras centrales hidroeléctricas que creó fueron la de Carbomet y la Central El Volcán, ambas en la actual Región Metropolitana (antigua provincia de Santiago) además de la inauguración de muchos monumentos actuales.
Durante el gobierno de Juan Antonio Ríos se planteó la creación de un Metro de Santiago por privados y la construcción de una Carretera Panamericana hacia el norte, planteada por su ministro Eduardo Frei Montalva, aparte de esto se inició la ya nombrada construcción de casas, nuevos edificios urbanos como la Villa Presidente Ríos, la Ciudad del Niño, escuelas, empresas y nuevos recintos de asistencia pública.
En el mandato presidencial de Ríos se finalizó la reconstrucción de las zonas afectadas por el Terremoto de Chillán de 1939, se realizaron diversas pavimentaciones y se declaró Parque nacional al Parque nacional Cabo de Hornos.
Tras estas obras Ríos pensaba destinar grandes obras públicas que sacaran del aislamiento a la Provincia de Arauco, especialmente a la ciudad de Cañete de donde provenía, especialmente en materia de salud, nuevos sistemas agrícolas y educación, sin embargo disputas comunales y la muerte no lo dejaron concretar ese sueño.

### Ministros de Estado
| Ministro                                                          | Nombre/Periodo | Partido |
| ----------------------------------------------------------------- | --- | --- |
| Ministro del Interior                                             | Raúl Morales Beltramí (1942-1943) Julio Allard Pinto (1943) Osvaldo Hiriart Corvalán (1943-1944) Jaime Alfonso Quintana Burgos (1944 -1945) Hernán Figueroa Anguita (1945 ) Luis Álamos Barros (1945) Alfredo Duhalde (1945-1946)                                                            | Partido Radical Independiente Partido Radical                                                                             |
| Ministro de Relaciones Exteriores                                 | Ernesto Barros Jarpa (1942) Joaquín Fernández Fernández (1942-1946) | Partido Liberal Independiente                                                                                             |
| Ministro de Hacienda                                              | Benjamín Matte Larraín (1942) Guillermo del Pedregal (1942-1943) Arturo Matte Larraín (1943-1944) Santiago Labarca (1944-1945) Pablo Ramírez Rodríguez (1945-1946) | Partido Liberal Independiente Partido Liberal Partido Radical Independiente                                               |
| Ministro de Justicia                                              | Jerónimo Ortúzar Rojas (1942) Oscar Gajardo Villarroel (1942 -1944) Benjamín Claro Velasco (1944) Eugenio Puga (1944 -1945) Enrique Arriagada (1945-1946) | Partido Democrático Independiente Partido Radical Independiente Partido Socialista Auténtico                              |
| Ministro de Educación Pública                                     | Oscar Bustos Aburto (1942) Benjamín Claro Velasco (1942 -1943 1946) Enrique Marshall Silva (1943 -1945) Juan Antonio Iribarren (1945-1946) | Partido Radical Independiente Partido Radical                                                                             |
| Ministro de Defensa Nacional                                      | Alfredo Duhalde Vásquez (1942-1943) Benjamín Claro Velasco (1943) Óscar Escudero Otárola (1943-1944) Arnaldo Carrasco (1944-1946) | Partido Radical Independiente                                                                                             |
| Ministro de Fomento (luego Obras Públicas y Vías de comunicación) | Óscar Schnake (1942) Manuel Hidalgo Plaza (1942 -1943) Ricardo Bascuñán Stonner (1943) Abraham Alcaíno Fernández (1943-1944) Gustavo Lira Manso (1944) Eduardo Frei Montalva (1944- 1946) | Partido Socialista Independiente Partido Radical Independiente Falange Nacional                                           |
| Ministro de Tierras y Colonización                                | Pedro Pobrete Vera (1942) Enrique Arriagada (1942-1943) Osvaldo Fuenzalida Correa (1943) Alejandro Lagos (1943) Osvaldo Vial Vial (1943-1944) Manuel Casanueva (1944-1945) Fidel Estay Cortés (1944-1946)                                                                                    | Partido Socialista Partido Radical Independiente Partido Liberal Partido Radical Partido Democrático                      |
| Ministro de Agricultura                                           | Remigio Medina Neira (1942) Fernando Moller Borddeu (1942-1943) Horacio Serrano (1943) Alfonso Quintana Burgos (1943 -1944) Manuel Casanueva (1944) Jorge Urzúa Urzúa (1944-1946) | Partido Radical Independiente Partido Radical                                                                             |
| Ministro de Trabajo                                               | Leonidas Leyton (1942) Mariano Bustos Lagos (1942-1946) Lisandro Cruz Ponce (1946) | Partido Democrático Partido Socialista                                                                                    |
| Ministro de Salubridad, Previsión y Asistencia Social             | Eduardo Escudero Forrastal (1942) Miguel Etchebarne (1942 -1943) Jerónimo Méndez Arancibia (1943) Sótero del Río Gundián (1943 -1946) | Partido Socialista Partido Radical Independiente                                                                          |
| Ministro de Comercio y Abastecimiento (luego Economía y Comercio) | Pedro Álvarez Suárez (1942) Francisco Solar Neira (1942) Froilán Arriagada Herrera (1942-1943) Rodolfo Jaramillo Bruce (1943) Arturo Riveros Alcaide (1943) Guillermo del Pedregal (1943) Fernando Moller (1943-1944) Alejandro Tinsly (1944-1945) Pedro Enrique Alfonso Barrios (1945-1946) | Partido Radical Independiente Partido Liberal Partido Radical Independiente Partido Radical Independiente Partido Radical |

## Muerte
|                                              |
| El Mercurio informa la muerte del Presidente |

|                                       |
| La Nación: "Murió el Presidente Ríos" |

|                               |
| Funeral de Juan Antonio Ríos. |

|                                        |
| Capilla ardiente de Juan Antonio Ríos. |

|                       |
| Monumento en su tumba |

En el año 1944 al someterse a una operación se le detectó un cáncer, del cual nunca se le informó a él ni al país. Se retira de La Moneda a principios de 1946 ya habiendo terminado su gira, de la cual regresó muy debilitado. Pasó sus últimos días en su Villa Paidahue, en La Reina. 
Falleció el 27 de junio de 1946 a las 3:00, sin alcanzar a terminar su período presidencial. De acuerdo al equipo médico que lo cuidó —compuesto por Rodolfo Armas Cruz, Sótero del Río y Félix de Amesti—, sus últimas palabras fueron: "El país... Chile".
Lo sucedió su recién nombrado ministro de Interior, Alfredo Duhalde Vásquez. Duhalde llamó a elecciones presidenciales triunfando el también radical Gabriel González Videla.

## Homenajes y reconocimientos
Tras su fallecimiento, se le hicieron varios homenajes. Por ejemplo, se dio el nombre de Población Juan Antonio Ríos a una de los mayores proyectos de vivienda social de la Caja de la Habitación. También llevó su nombre el recién acondicionado Mercado Presidente Ríos, ubicado en calle Portugal (hoy sede de Arquitectura de la Universidad de Chile). Así también ocurrió con la Ciudad del Niño Presidente Ríos.
En 1977 se inaugura el Museo Folklórico Araucano Juan Antonio Ríos Morales o más conocido como Museo Mapuche de Cañete, actualmente existe una estatua como homenaje al expresidente en la Plaza de Armas de su ciudad natal.
En agosto de 2024 se nombra la Avenida Costanera Chiguayante como Costanera Presidente Juan Antonio Ríos Morales en una ceremonia que conto con la participación del alcalde la comuna José Antonio Rivas y Sebastián Jans Pérez, Gran Maestro de la Gran Logia de Chile.

## Historial electoral

Armas como Gran Maestre de la Orden al Mérito de Chile.

### Listado de senadores 1930-1934
Aquellos escaños no marcados, corresponden a los senadores que mantienen su cupo senatorial desde 1926, considerando que duran ocho años en el cargo. 
Aquellos escaños destacados con color oscuro, son los elegidos en este período, aunque no democráticamente, ya que este Congreso Termal tuvo la oportunidad de llegar a las urnas, al haber tantos candidatos como cupos a escoger, por lo que de acuerdo a un resquicio legal constitucional, la dictadura de Carlos Ibáñez del Campo decidió manipular el poder Legislativo.